# Ensemble commémoratif de la colline de Ljubić
L'ensemble commémoratif de la colline de Ljubić (en serbe cyrillique : Меморијални комплекс на Љубићу ; en serbe latin : Memorijalni kompleks na Ljubiću) se trouve à Ljubić, sur le territoire de la Ville de Čačak et dans le district de Moravica, en Serbie. Il est inscrit sur la liste des monuments culturels protégés de la République de Serbie (identifiant no SK 396),,.

## Présentation

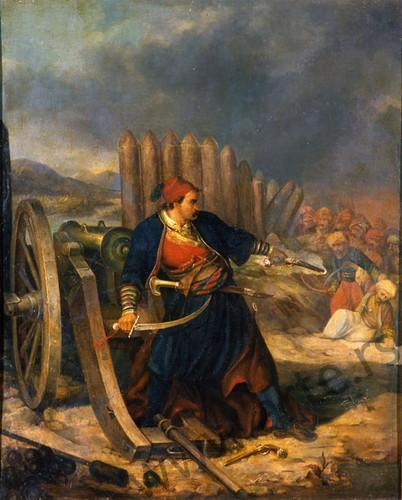
Tanasko Rajić défendant un canon, par Rihard Puhta, 1862, huile sur toile.

Le 6 juin 1815, la bataille de Ljubić s'est déroulée sur la colline de Ljubić, située à proximité du village du même nom ; elle a été la plus importante du Second soulèvement serbe contre les Ottomans,. 1 500 Serbes et environ 5 000 Turcs, menés par Imshir Pacha, ont pris part à cette bataille qui s'est terminée par la victoire des insurgés serbes. Pendant le combat, Tanasko Rajić, le commandant de l'artillerie serbe, cerné par les Turcs, a trouvé la mort en défendant le canon ; cependant, le commandant ottoman Imshir Pasha a lui aussi été tué au cours de la bataille,.
Un monument en l'honneur de Tanasko Rajić et d'autres insurgés morts au cours de la bataille a été érigé sur la colline en 1938. Il se présente comme un haut obélisque qui se dresse sur un piédestal et il est décoré d'un relief en bronze représentant Rajić défendant un canon. Cette composition est l'œuvre de Milovan Krstić, un sculpteur de Niš.
Dans les environs immédiats du monument se trouvent les tombes des cheminots et des ouvriers tués pendant la guerre de libération nationale ; on y trouve aussi une plaque commémorative apposée en l'honneur du héros national Radomir Đurakić (1921-1943), ainsi qu'un mémorial dédié aux victimes des Première et Seconde Guerres mondiales et aux combattants de l'Armée rouge morts lors de la libération de Čačak.
Sur la colline, une église, dédiée au saint prince Lazare, a été construite entre 2006 et 2008 selon un projet de l'architecte Predrag Peđa Ristić (1931-2019) de Belgrade, qui a par exemple dessiné l'église du Synaxe-de-Tous-les-Saints-Serbes de Mississauga au Canada (1993) et la cathédrale de la Résurrection-du-Christ de Podgorica (1993). Elle a été ornée de fresques par le peintre Goran Jović. L'église a été consacrée par le patriarche serbe Irénée, avec l'aide de l'évêque de Žiča Jovan et de l'évêque de Ras-Prizren Teodosije, en présence de nombreuses personnalités comme le président de l'Assemblée nationale serbe Nebojša Stefanović.

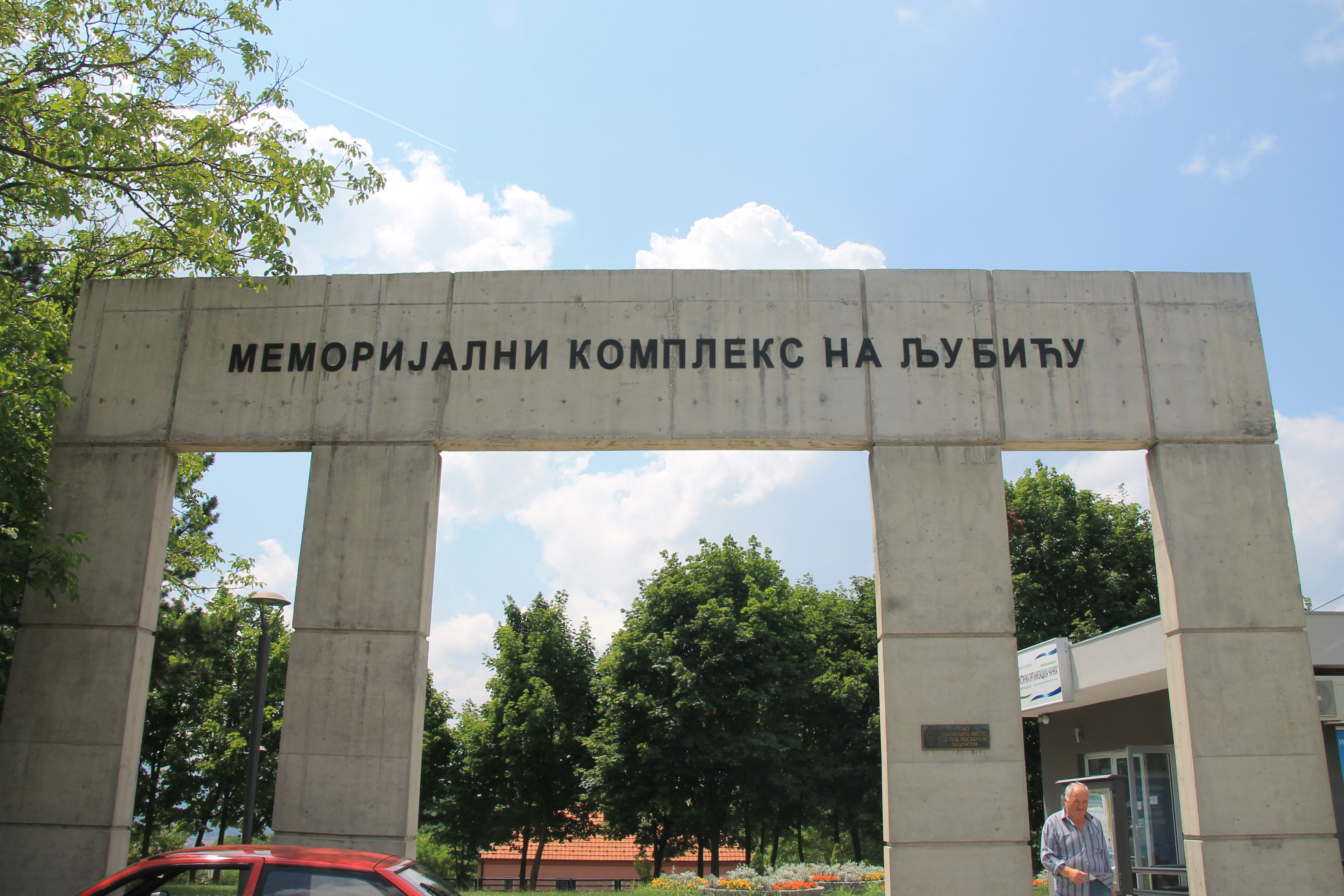
L'entrée de l'ensemble commémoratif.
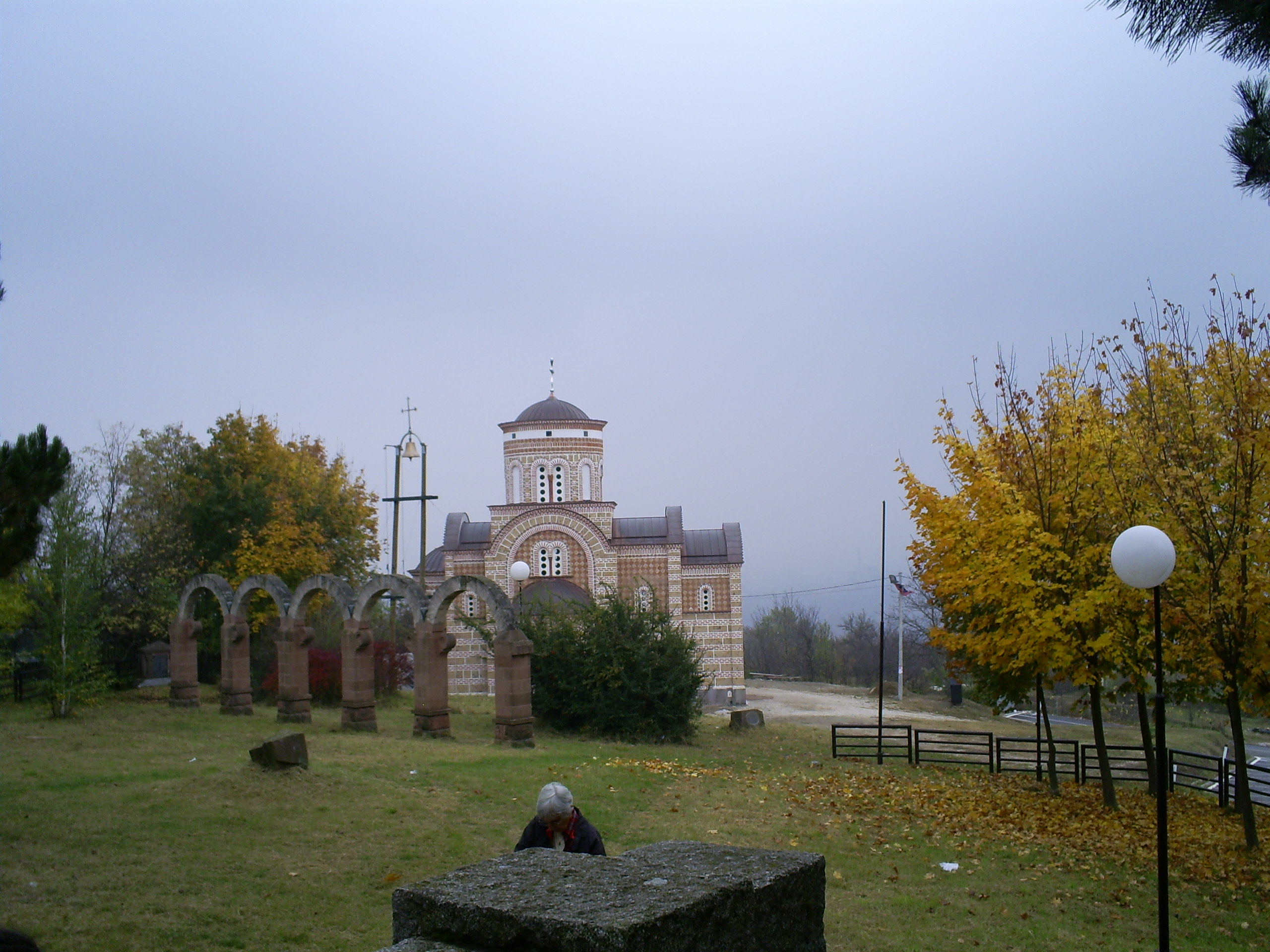
Le site, avec l'église du Saint-Prince-Lazare.
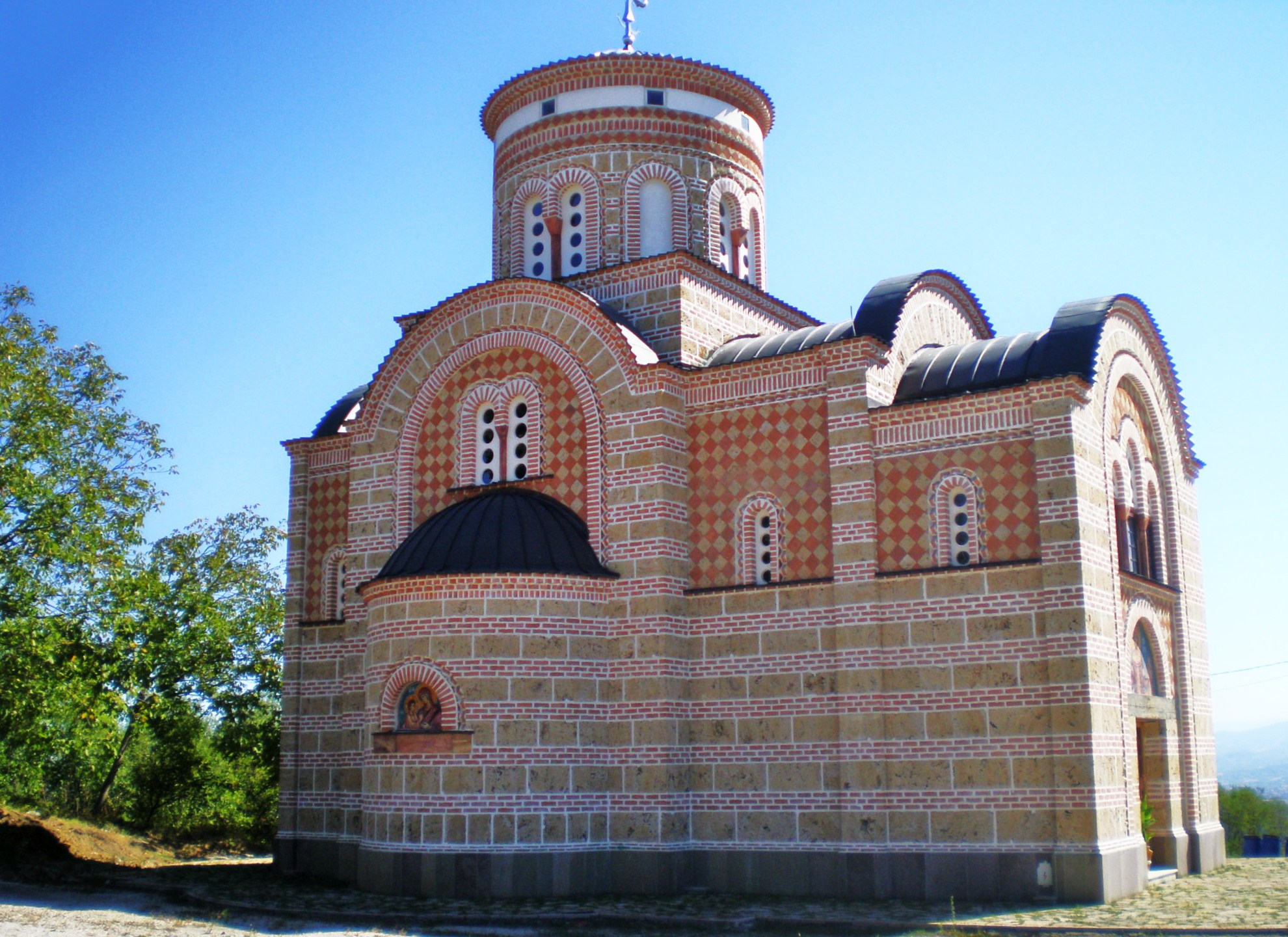
L'église du Saint-Prince-Lazare
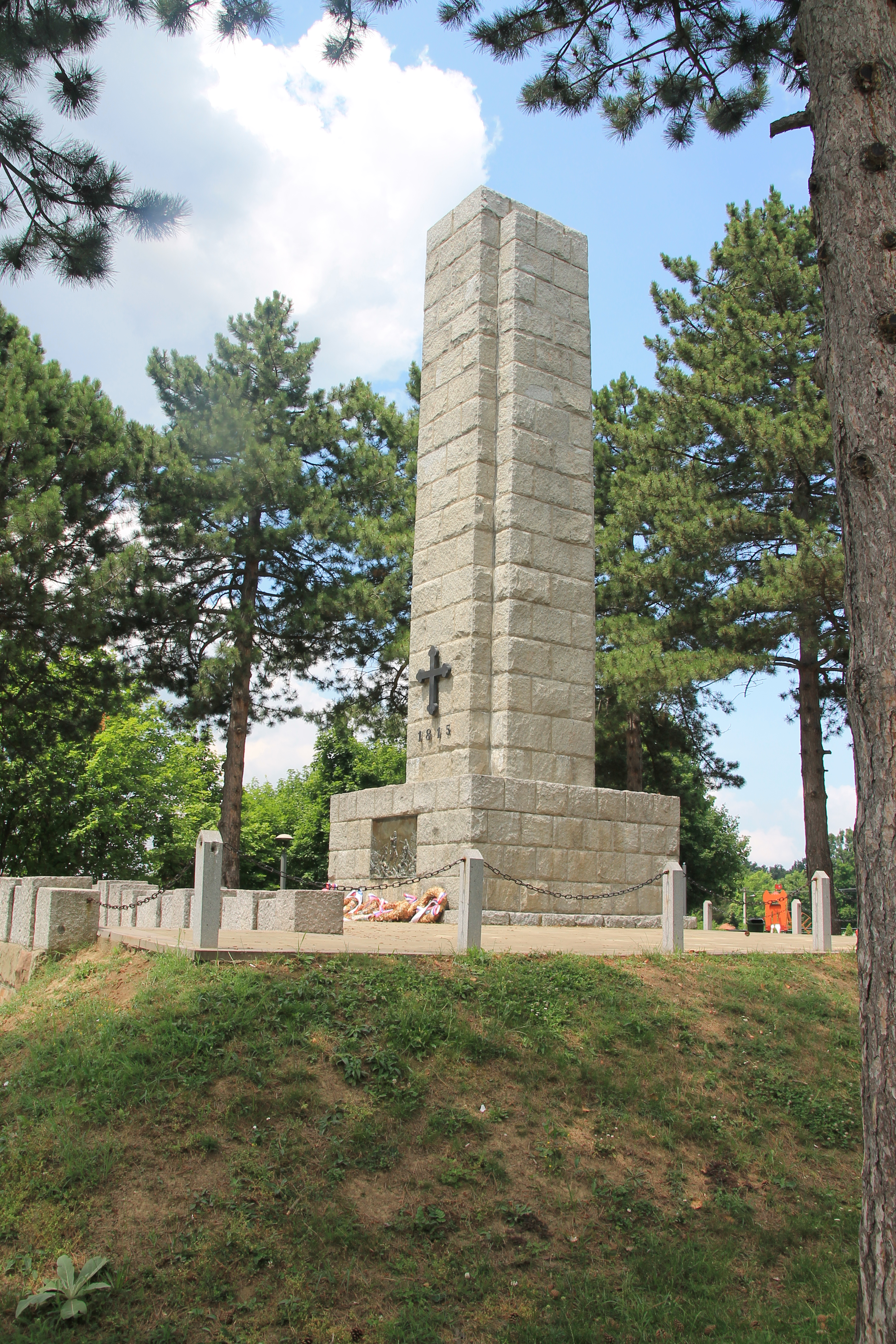
Autre vue du monument de Tanasko Rajić.
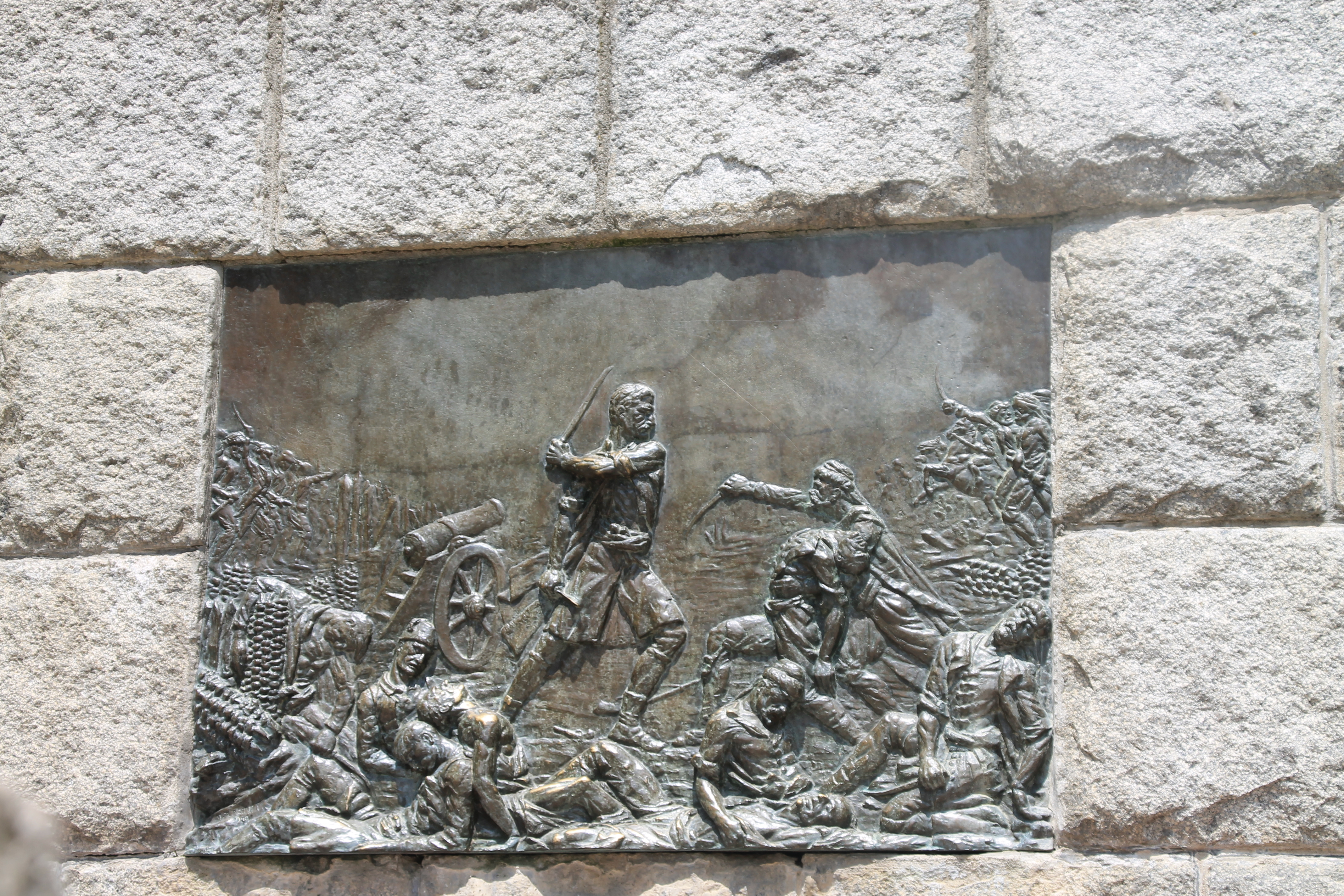
Le relief en bronze sur le monument.
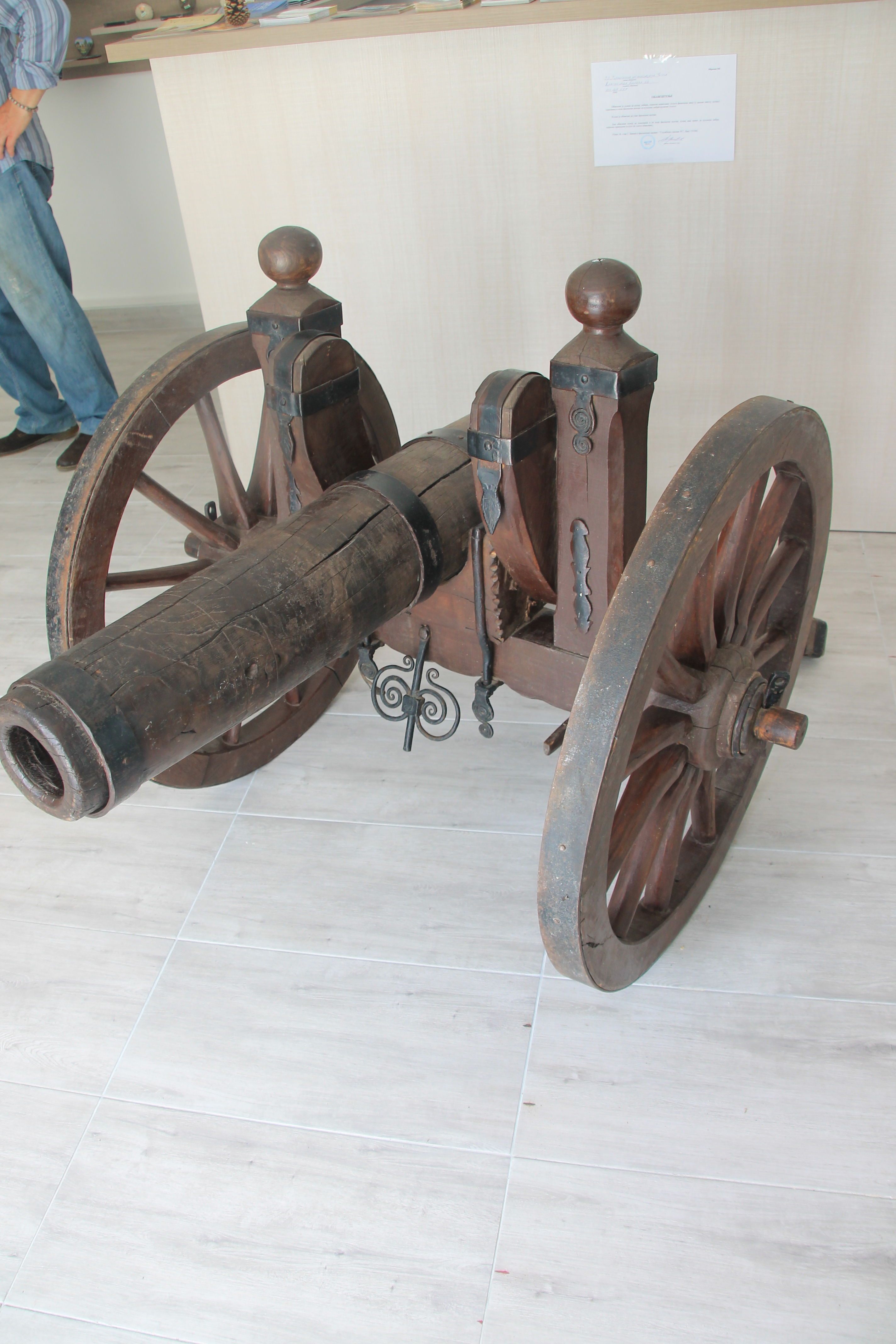
Un canon défendu par Tanasko Rajić.
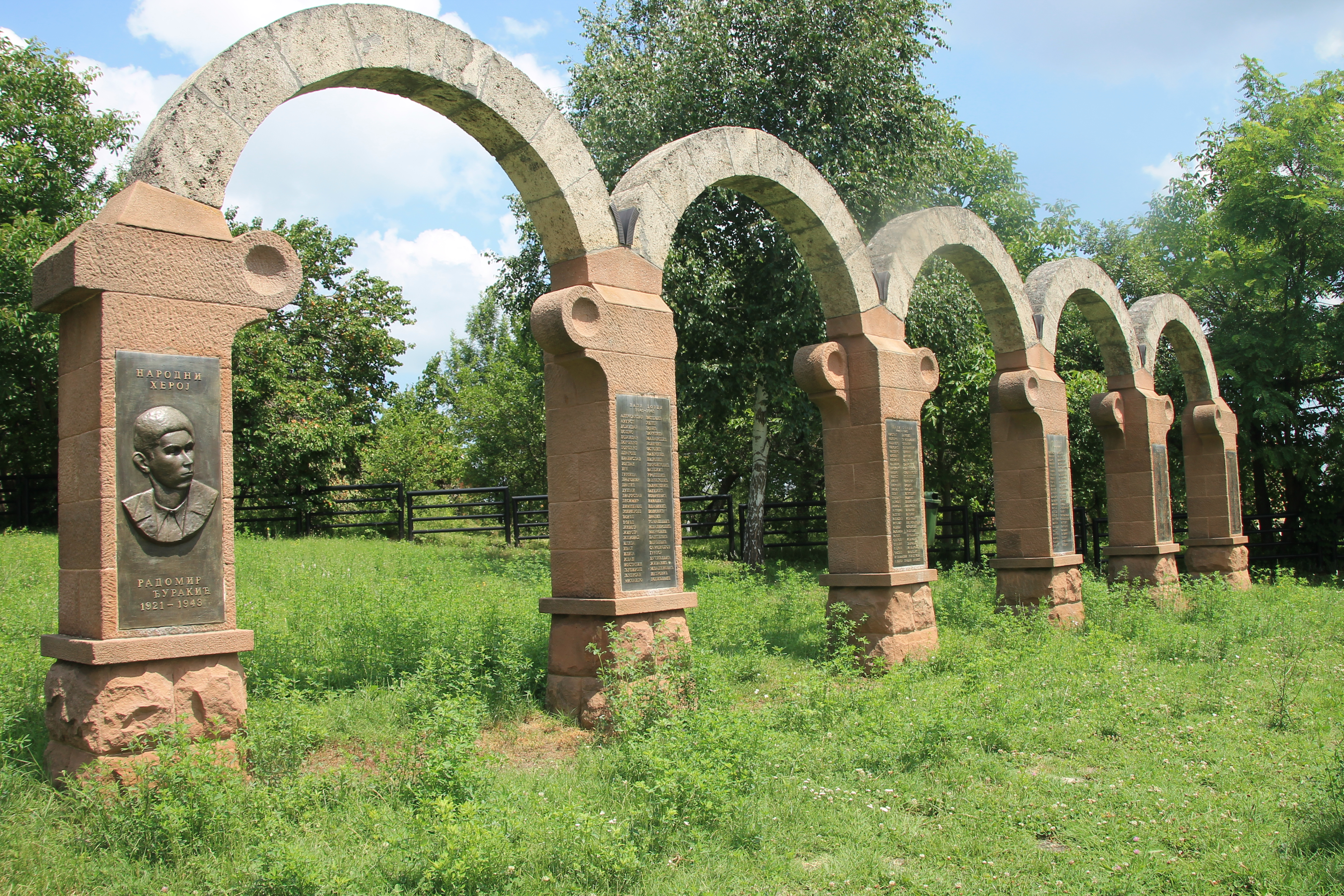
Mémorial de la Seconde Guerre mondiale, avec un relief en bronze représentant Radomir Đurakić.
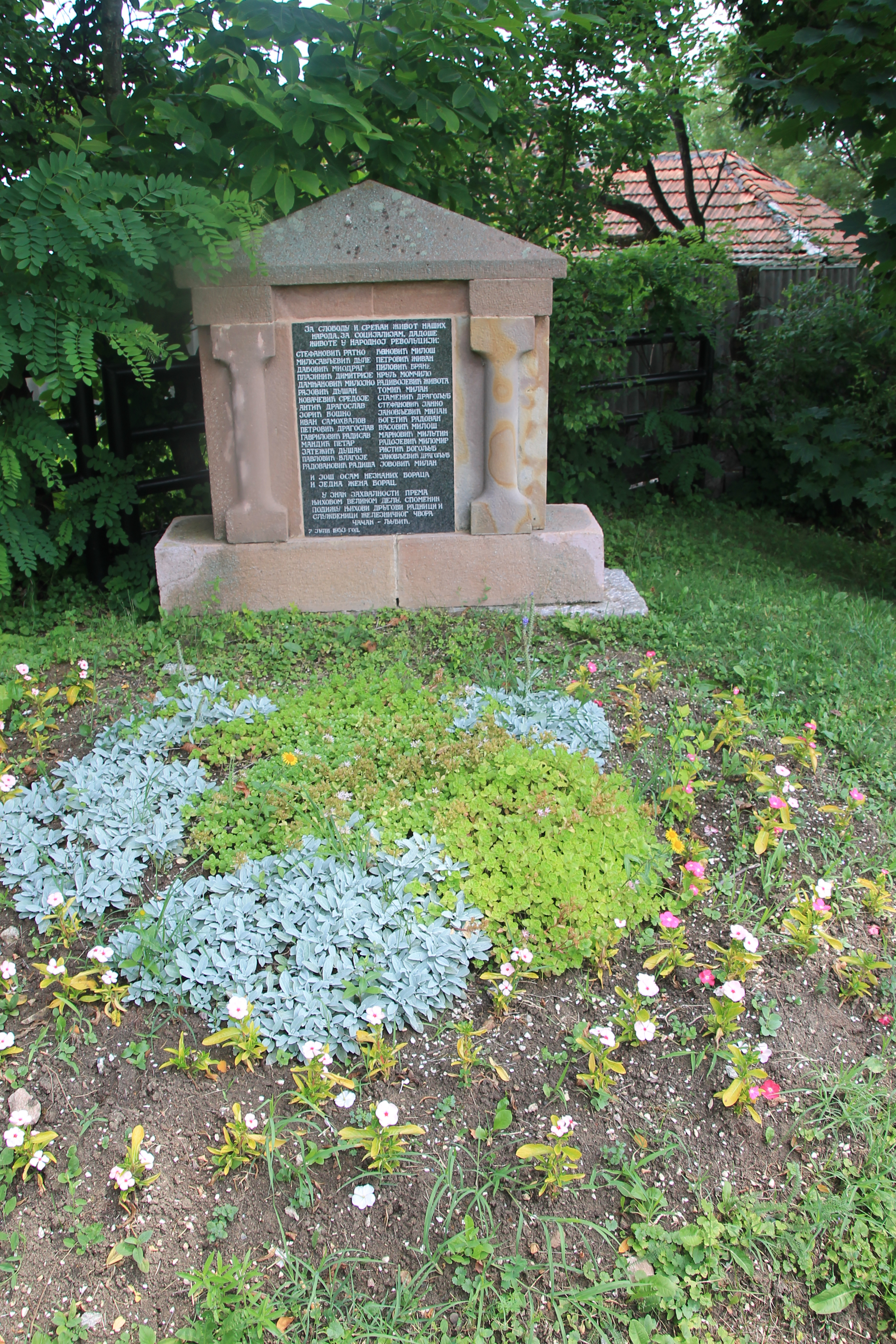